# Mistrovství Evropy v hokejbalu
Mistrovství Evropy v hokejbalu byla největší událost v hokejbale v Evropě. Pořádala ho ISBHF v letech 1995 až 2000. Nejúspěšnějšími týmy byly výběry České republiky a Slovenska, které získaly po dvou zlatých medailích.

## Mistrovství Evropy
| Rok     | Místo                   | Zlato     | Stříbro   | Bronz         |
| ------- | ----------------------- | --------- | --------- | ------------- |
| ME 1995 | Slovensko (Bratislava)  | Slovensko | Česko     | Slovensko "B" |
| ME 1996 | Slovensko (Bratislava)  | Česko     | Slovensko | Německo       |
| ME 1997 | Česká republika (Praha) | Slovensko | Česko     | Rakousko      |
| ME 2000 | Česká republika (Most)  | Česko     | Slovensko | Švýcarsko     |

| Země            | 1995 | 1996 | 1997 | 2000 |
| --------------- | ---- | ---- | ---- | ---- |
| Česko           | 2    | 1    | 2    | 1    |
| Česko "B"       | 4    | -    | -    | -    |
| Lotyšsko        | -    | -    | -    | 7    |
| Maďarsko        | -    | -    | -    | 6    |
| Německo         | -    | 3    | -    | 5    |
| Rakousko        | 6    | 4    | 3    | 4    |
| Rusko           | -    | 5    | -    | -    |
| Slovensko       | 1    | 2    | 1    | 2    |
| Slovensko "B"   | 3    | -    | -    | -    |
| Švýcarsko       | 5    | 6    | 4    | 3    |
|                 |      |      |      |      |
| Počet účastníků | 6    | 6    | 4    | 6    |